# Château d'Ilpenstein
 (mai 2010).
Ilpenstein ou le château d'Ilpenstein (en néerlandais Ilpenstein, Huis te Ilpendam, ou Hof te Ilpendam) est un buitenplaats en ruines située à Ilpendam, aux Pays-Bas.

## Histoire
Le chevalier Volckert Overlander (1570-1630), maire et échevin de la ville d'Amsterdam, obtint la seigneurie libre de Purmerland et Ilpendam en 1618. Après l'assèchement du Purmer en 1622, il fit construire le château d'Ilpenstein sur une ancienne fortification construite au début de la guerre de Quatre-Vingts Ans. Les tours et les douves le faisaient ressembler à un château, mais il s'agissait en fait plus d'un manoir que d'un château à but défensif. Ce château reste la possession de la lignée Overlander-Geertruid Hooft jusqu'en 1636. Puis il passe à l'un des seigneurs du château qui est resté connu : Frans Banninck Cocq, seigneur de Purmerland et d'Ilpendam car ayant épousé Maria Overlander, immortalisé comme capitaine de la milice d'Amsterdam par Rembrandt dans sa Ronde de nuit. Après la mort de Banning Cocq en 1655 (et de sa veuve en 1678), le château tomba entre les mains de la famille régente d'Amsterdam de Graeff.
En 1662, le poète Gérard Brandt et le grand pensionnaire Johan de Witt étaient présents au mariage de Pieter de Graeff et Jacoba Bicker à Ilpenstein.[1] Joost van den Vondel a chanté ce mariage avec le poème Ter bruiloft van den weledelen heer Peter de Graef, Jongkheer van Zuitpolsbroek en de weledele mejoffer Jakoba Bikker[2], tandis que son collègue Jan Vos a chanté ce mariage avec un autre couplet, Huwelyk van den Eed. Heer Pieter de Graaf, Iongheer van Zuidt-Polsbroek, En Mejuffer Jakoba Bikker.[3]
Les derniers résidents du château d'Ilpenstein étaient Christina Elisabeth de Graeff (†1872) et son mari Jacob Gerrit van Garderen (†1856). Certains habitants ont été enterrés dans les cryptes de l'église réformée d'Ilpendam. Le château fut vendu et démoli en 1872. Une ferme apparaît à l'emplacement du château.